# Carl Hirschman

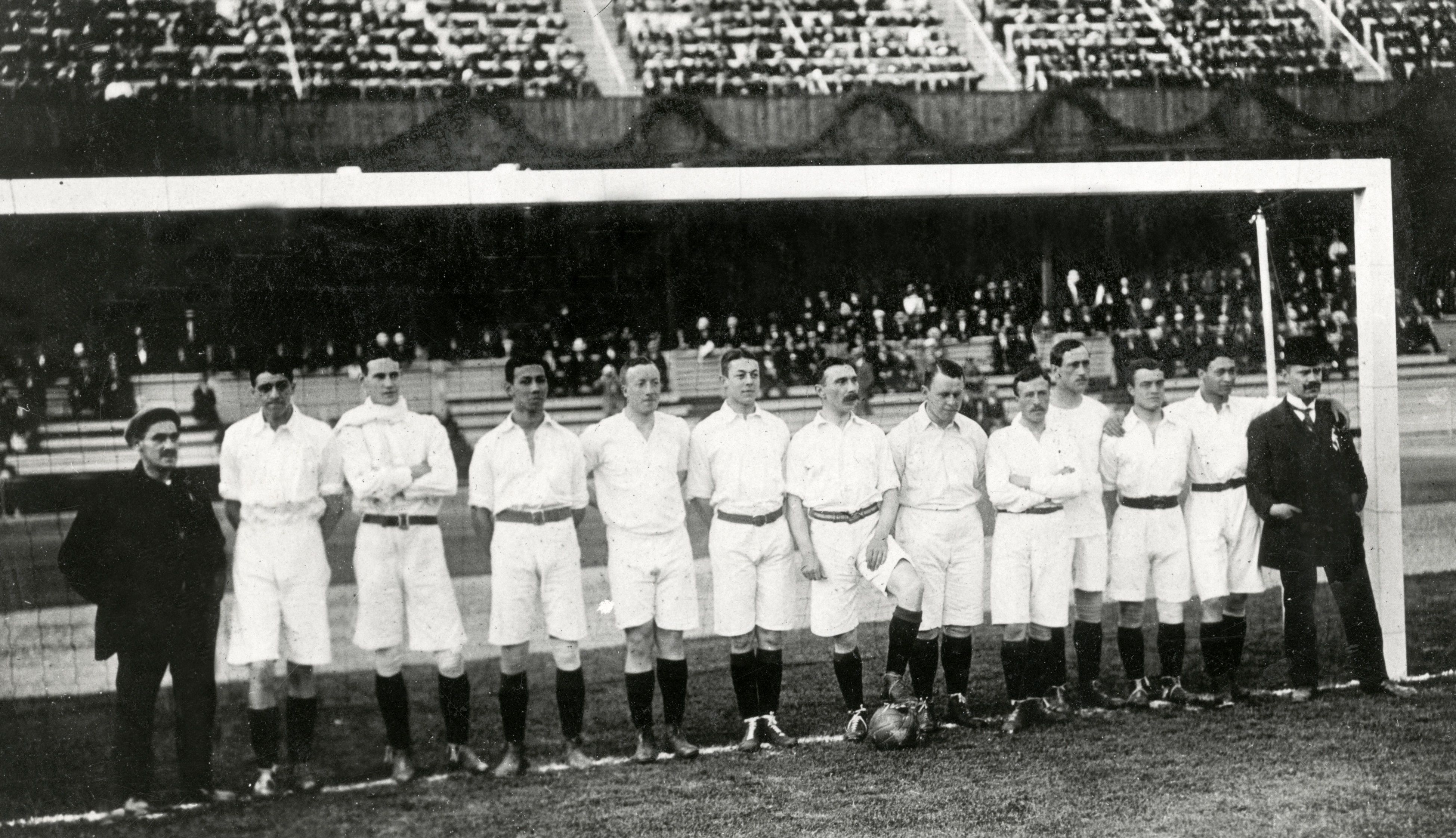
Hirschman (uiterst rechts) met het Nederlands voetbalelftal tijdens de Olympische Spelen in 1912

Cornelis August "Carl Anton" Wilhelm Hirschman (Medan, 16 februari 1877 - Amsterdam, 26 juni 1951) was een Nederlands sportbestuurder.
Hirschman was lid van HVV en HBS. In 1897 werd hij secretaris van de NVB. Hirschman was met Robert Guérin een van de oprichters van de FIFA. Van 1904 tot 1906 was hij vicepresident en vanaf 1906 secretaris-generaal en penningmeester van de FIFA. Ook was hij betrokken bij de ontwikkeling van het Nederlandse voetbal; hij richtte onder andere ANVV De Zwaluwen (1907) en de Noordelijke Zwaluwen (1912) op, met als doel  "het samenstellen van elftallen van goede spelers uit verschillende clubs, zodat deze voetballers eens worden onttrokken aan het eigen milieu, hun goede eigenschappen daardoor beter tot hun recht zouden kunnen komen en mogelijke fouten, die hun spel nog aankleefden, konden worden verbeterd". 
In 1912 was Hirschman een van de oprichters van het NOC en ook hier werd hij secretaris-penningmeester.
Hirschman, een handelaar in effecten via zijn eigen kantoor Hirschmann Effecten en Co. te Amsterdam, kwam door de beurskrach van 1929 in ernstige financiële problemen. Zijn effectenbank ging failliet en het geld van het NOC en de FIFA dat hij belegd had, ging grotendeels verloren. Hirschman legde in 1931 onverwacht zijn bestuursfuncties neer.
Volgens een krantenbericht waarin zijn overlijden vermeld werd, was hij erelid van zowel de KNVB als de FIFA.
Van hem is mogelijk het bekende citaat "Never change a winning team.", dat vanaf 1914 in de pers terug te vinden is.